# Weinbau in Vermont
Weinbau in Vermont bezeichnet den Weinbau im amerikanischen Bundesstaat Vermont. Gemäß US-amerikanischem Gesetz ist jeder Bundesstaat und jedes County per definitionem eine geschützte Herkunftsbezeichnung und braucht nicht durch das Bureau of Alcohol, Tobacco, Firearms and Explosives als solche anerkannt zu werden.
Acht Weingüter bewirtschaften die Rebflächen, die noch über keine Subregion, die sogenannten American Viticultural Area, verfügt. Damit verfügt dieser Bundesstaat über eine der kleinsten Rebflächen der USA. Der Weinbau begann erst 1997 mit dem Weingut Snow Farm Winery.
Aufgrund des sehr kühlen Klimas in Vermont gibt es einen bedeutenden Anteil von französischen Hybridreben sowie autochthonen Abkömmlingen amerikanischer Wildreben. Zurzeit laufen erste Versuche mit den Sorten Chardonnay und Riesling.